# 尖刺糙蝦蛄
尖刺糙蝦蛄（学名：Kempina mikado）为蝦蛄科糙蝦蛄屬下的一个种。